# Норни

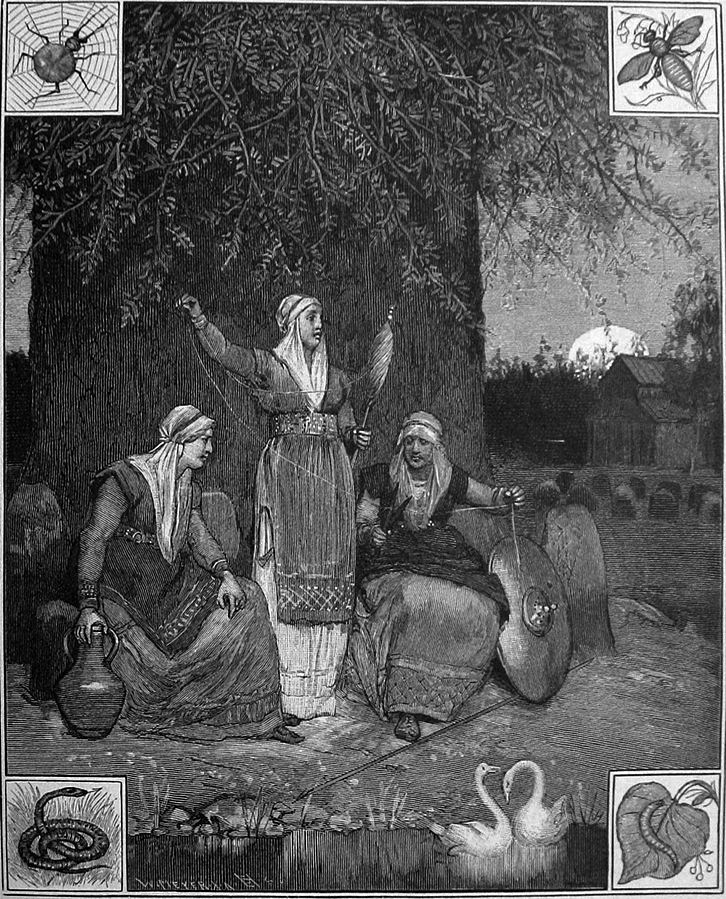
Норни під ясенем Іґґдрасіль

Но́рни — в германо-скандинавській міфології три жінки, чарівниці, які володіють чудодійним даром визначати долі світу, людей та навіть богів. Є межею транскультурного образу мойр.
Імена Норн:
- Урд — що означає минуле або доля.
- Верданді — що означає теперішнє або становлення.
- Скульд — що означає майбутнє або борг.

Норни живуть поблизу джерела Урд, в Мідґардові. Вони поливають коріння світового дерева Іґґдрасіль водами цього джерела й тим продовжують його існування. В переказах вони зображалися як три жінки, одна стара (Урд), друга — середнього віку (Верданді), третя ж зовсім юна (Скульд).
Одін декілька разів звертався до норн по пораду, також норни іноді самі передбачають майбутнє.

## В культурі
- Норни є героїнями аніме та манґи Ах, моя богиня!. В мультиплікаційному серіалі Геркулес обігрується їх подібність до мойр.
- В аніме Steins;Gate іменами Норн названо операції, в яких Окабе Рінтаро намагався змінити минуле, сьогодення та майбутнє відповідно.
- На честь Урд названо астероїд 167 Урда, відкритий 1876 року.

- На честь Верданді названо астероїд 621 Верданді, відкритий 1906 року.

- У романі Філіпа Діка "Галактичний гончар", норни зберігають книгу, де вже записано все що станеться в майбутньому. Також норни є в романі Ніла Ґеймана "Американські боги".

- В онлайн-грі Aion у початкових локаціях за фракцію асмодіян були представлені три NPC з такими ж іменами (за сюжетним квестом), що допомагають головному герою дізнатися минуле, майбутнє та теперишнє.